# Göteborgs Domkerk
Göteborgs Domkerk (Göteborgs domkyrka), heet officieel de Gustavi domkerk (Gustavi domkyrka), en werd ontworpen door de architect C.W. Carlberg. In 1815 werd deze kerk ingewijd als de hoofdkerk van het bisdom van Göteborg (het bisdom van de Zweedse kerk dan, niet van de Katholieke kerk). Toen de kerk ingewijd werd was de kerk overigens nog niet af, dat heeft namelijk nog twaalf jaar op zich laten wachten.